# Myasishchev M-34
Il Myasishchev M-34 fu un bombardiere sviluppato in Unione Sovietica dall'OKB-23 diretto da Vladimir Michajlovič Mjasiščev nei primi anni cinquanta e rimasto alla stadio progettuale.

## Tecnica
L'M-34 venne progettato successivamente al Myasishchev M-32, la cui progettazione, iniziata nel 1952, rappresentò il primo tentativo degli uomini di Mjasiščev di sviluppare un aereo a reazione. Si trattava di un aereo da bombardamento con ala alta a freccia ed impennaggi convenzionali a singola deriva.
L'impianto propulsivo previsto era costituito da turbogetti, sistemati in due gondole sotto le ali. Questi avrebbero dovuto mettere in grado l'M-34 di volare a velocità supersoniche, a una quota di 19.350 metri. L'autonomia prevista era di 8.700 km.
L'aereo, sviluppato come equipaggiamento della Voenno-vozdušnye, l'aeronautica militare sovietica, non superò mai la fase di sviluppo preliminare rimanendo solamente come progetto mai realizzato.